# Harriet Grove
Pour les articles homonymes, voir Grove.
Harriet Grove (née à Reading en 1784 et décédée en 1861) est la cousine germaine britannique de Percy Bysshe Shelley qui l'aima toute sa vie d'un amour platonique. Ils écriront ensemble Original Poetry by Victor and Cazire (en) en 1810.
Elle épouse James Muddock à St Martin-in-the-Fields en 1807. Le couple aura onze enfants en 17 ans. Sa sœur ainée, Charlotte Grove (en), est connue pour son journal intime.